# Третьяков, Трофим Кириллович
Трофим Кириллович Третьяков — советский хозяйственный и политический деятель.

## Биография
Родился в 1902 году в станице Раздольная. Член КПСС.
В 1919—1925 гг. — машинист паровой молотилки по найму у кулаков.
В 1925—1926 гг. — военнослужащий РККА.
В 1926—1933 гг. — председатель колхозов «Ленинский путь», «Маяк коммунизма» Кореновского района Азово-Черноморского края.
В 1933—1941 гг. — заместитель директора, директор зерновых совхозов в Краснодарском крае и Ростовской области.
Участник Великой Отечественной войны: помощник командира 1143-го стрелкового полка 341-й стрелковой дивизии по снабжению.
В 1946—1950 гг. — заведующий Кореновским районным отделом сельского хозяйства.
В 1950—1969 гг. — председатель колхоза имени С. М. Кирова Кореновского района Краснодарского края.
Избирался депутатом Совета Союза Верховного Совета СССР 6-го созыва от Краснодарского края (1962—1966). Делегат XXII съезда КПСС.
Умер в 1971 году в станице Платнировской.

## Награды
- Орден Ленина (дважды)